# 三村北土
三村北土（みむら ほくど、本名：孝夫、1919年〈大正9年〉7月19日 - 2003年〈平成15年〉1月31日）は、栃木県芳賀郡益子町の益子焼の陶芸家である。
窯元の名は「北土窯三村陶苑」。
国から初めて認定された「益子焼の伝統工芸士」の1人として長らく指導者的な立場にあり、伝統的な益子焼を作り続けた。

## 生涯

### 生い立ちと「北の地での修行」
1919年（大正9年）7月19日、根古屋窯の2代目当主であった大塚忠治の弟子から「益子の陶工」となった父・三村善蔵の子として益子に生まれる。
16歳の頃から佐久間藤太郎の窯元である「佐久間窯」（現・佐久間藤太郎窯）で1年と半年ほど修行した後、1938年（昭和13年）益子町陶器伝習所研究科を卒業、父・善蔵が勤務していた青森県弘前市にある「悪戸焼」の「青森県工業試験所」窯業部技術員として6年間勤務し修行した。そして孝夫の作陶の作風は「悪戸焼」の影響を受け、後に「北土」という号を名乗ることになる。

### 徴兵、終戦、「タイ焼」の茶碗
その後、1940年（昭和15年）に徴兵され、第22師団86連隊の歩兵となり、満州、フランス領インドシナ、カンボジア、ラオスと転戦していった。そして1945年（昭和20年）8月、決死のビルマ戦線に投入される前にタイで敗戦を迎えた。あと1ヶ月間戦争が長引いていたら命が無かった。運が良かったと思った。
そしてタイ北部のナコーンナーヨック捕虜収容所に収容され、収容所生活が始まった。約10万人がキャンプを張り、いつ来るかわからない復員船を待ちながら、畑を耕し井戸を掘り自給自足を強いられる異国での耐乏生活に何も希望を見い出せず、辛い日々が続いた。
そんなとある日、井戸を掘ったら土管を作るような赤い色をした粘土が掘り出された。そして陶工の経験者たちが集って窯を築き、作陶を始めた。土質も悪く窯も小さく「焼き物」にとっては高温多湿の最悪な条件下での作陶だったため、楽焼に毛が生えたような代物しか焼き上がらなかったが割と使える焼き物が焼けた。そして何よりも気が紛れた。
原野に広がる殺風景な収容所に立ち登る窯の煙は、三村の望郷の念を募らせた。「1日も早く益子に帰って焼き物を焼きたい」。その思いは日増しに強くなっていった。
そして1946年（昭和21年）6月、ようやく待望の復員船がやってきた。約2,000人の復員兵たちへ、帰国記念の、収容所で作陶した「タイ焼」を配った。自分が持ち帰ったものが一つ、そして上官が復員後も大切に保管し、後に三村の元に戻ってきたものが一つ。こうして縁が欠け薄汚れた二つの「タイ焼」が三村の手に残った。
復員後、益子に帰り「タイ焼」の茶碗を見るたびに感傷で胸が痛くなり、その一方で例えようもない愛着が込み上げてくる。そして自分から作陶を取ったら何も残らない、と戦後直後のタイでの作陶への情熱が蘇る。
タイでは作陶の号を「北楽」と称した。そして復員後は「北土」で通した。「北への思い入れ」は収容所生活の反動であり、そして青森での充実した研鑽の日々が思い出されたためであった。

### 益子帰郷後の「北土窯」と後継者育成
そして益子に帰った後は1949年（昭和24年）より栃木県窯業指導所（現在の「栃木県産業技術センター 窯業技術支援センター」）に技官及び後継者養成指導員として勤務。21年間に渡り後継者を指導した。
1970年（昭和45年）には窯を築いて独立し「北土窯三村陶苑」として作陶活動を続けた。
職人は一にも二にも修行であり「轆轤を自分のものにする為の基礎をしっかり積めば後はどうにかなる」と考え、長年身に付けていった轆轤形成の技術が評価され、1980年（昭和55年）、国が定めた「益子焼の伝統工芸士」に認定された5人の内の1人となった。そして後には伝統工芸士会会長も務めた。
伝統工芸士に認定されたことはありがたかったが、反面制約も多く、土も釉薬も益子のものでないといけない時期もあった。そのためどんな作陶をするのかいつも頭を捻っていたという。
それでも異国・タイでの「益子の景色を思い浮かべながら」作陶を続けていた日々が糧となり、益子焼本来の伝統的な作陶作品を作り続ける原点となった。そして窯も登り窯で焼き続けた。
「陶の里・益子」で、民藝の精神を大切にしながら作陶の仕事を続けられる事が「幸せ過ぎて」と語った。「瀬戸屋の親父は死ぬまで轆轤の前に座るしかないよ」。満足そうに目を細めながら轆轤の前に座り続け「伝統的な益子焼」の作陶活動を続けていった。
そして常に4、5人の弟子を取り、また子ども向けの解説本である『焼き物の職人さん「益子焼」』の出版に三村家で営んでいた「北土窯」総出で協力するなど、「益子焼のよき後継者の育成」に勤しんでいった。
2003年（平成15年）1月31日、脳梗塞のため逝去した。享年82。

## 家族
長男は同じく益子焼の陶芸家である三村優。
その妻・三村るり子も益子焼の陶芸家であり、「北土窯三人展」を開き
、夫婦ともに「北土窯」の一員として父・北土を支えた。
そして父・北土が亡くなった後も「北土窯」として展覧会を開き、夫婦展を開いた。

## 弟子
- 神谷逸男[34]
- 羽下昌方[35]
- 三村優[20]
- 村澤浩[36]：村澤陶苑
- 横山由夫[37]
- 渡辺治[38][39]
- 渡辺佳春[40][41]